# Gmina Konjščina
Gmina Konjščina (chorw. Općina Konjščina) – gmina w Chorwacji, w żupanii krapińsko-zagorskiej. W 2011 roku liczyła 3790 mieszkańców.